# کوری (فیلم ۲۰۰۸)
کوری (به انگلیسی: Blindness) نام فیلمی از کارگردان برزیلی فرناندو مریلس است که براساس رمانی از ژوزه ساراماگو به همین نام ــ که در سال ۱۹۹۸ جایزهٔ نوبل ادبیات را به‌دست آورد ــ ساخته شده‌است. شصت‌ویکمین جشنوارهٔ فیلم کن نیز با این فیلم گشایش یافت.
فیلم کوری داستان شهری است که تعداد زیادی از جمعیت آن به‌طور ناگهانی کور می‌شوند و در این بین اتفاقات زیادی رخ می‌دهد.
در این فیلم بازیگرانی چون جولیان مور، مارک روفالو، سوزان کوین، دنی گلوور و گائل گارسیا برنال ایفای نقش کرده‌اند.
جولیان مور در فیلم کوری نقش اصلی را ایفا می‌کند. او در فیلم تنها کسی است که در شهر قدرت بینایی دارد.
گروه‌هایی از نابینایان به ویژه در ایالات متحده، از این فیلم انتفاد کرده‌اند. از جمله فدراسیون ملی نابینایان آمریکا در بیانیه‌ی خود اشاره کرده: «فیلم "کوری" کلیشه‌های نادرست رایج درباره‌ی نابینایان را تقویت می کند؛ کلیشه‌هایی از این قبیل که نابینایان به خودشان اهمیت نمی‌دهند و دائماً سر ناسازگاری دارند.»